# Lythrum portula
Espèce
Statut de conservation UICN

 LC  : Préoccupation mineure
Lythrum portula (syn. Peplis portula), la Salicaire pourpier ou le Pourpier d'eau, est une espèce de plantes à fleurs de la famille des Lythracées. C'est une plante herbacée à feuilles simples originaire d'Europe et trouvée en France.

## Noms communs
Lythrum pourpier, Pourpier des marais, Pourpier-d'eau, Péplis faux pourpier, Péplis pourpier.

## Statut de protection
En Suisse, l'espèce figure sur la liste rouge des plantes.